# 龍捲風
龍捲風，又稱龍捲、捲風，是一種猛烈的天氣現象，由直立中空管狀的強烈旋轉氣球構成。龍捲風常發生於積雨雲或是積雨雲以下，並通常形成上大下小的漏斗狀，延伸至地面，並且常被尘土或碎片残骸等包围。极少数情况下龍捲風也可能從積雲發起。無論是陸地上的「陸龍捲」或是海面上的「水龍捲」，發生條件均基本上需要極不穩定的空氣擾動，或高溫高濕空氣與冷空氣的劇烈輻合作用。因此，龍捲風常發生於中緯度溫帶氣旋及強烈對流雷雨附近。龍捲風漏斗狀的雲稱為「漏斗雲」或「管狀雲」。通常形成於超大胞，雷雨雲被冷空氣從底部切斷。
通常，龙卷风的直径约在75（246英尺）左右，风速通常在64每小時（18每秒）到177每小時（49每秒）之間，總移動距離約在數公里。一些大型龙卷风风速可超过480每小時（130每秒），直径达1.6（1.0英里），移动路径超过100公里。
虽然除南极洲外的每块大陆都有龙卷风，但美国遭受的龙卷风比任何国家或地区都多。除此之外，龙卷风在加拿大南部、亚洲中南部和东部、南美洲中东部、非洲南部、欧洲西北部和东南部、澳大利亚西部和东南部以及新西兰等地区皆常出现。

## 形成
龙卷风往来自于雷暴、超级单体、飑和飓风，许多龙卷风在中气旋的末端出现。通常认为龙卷风在冷空气穿过热空气层令暖空气急速上升时产生。在雷达迴波圖上，一个“钩状回波”往往代表龙卷风的区域。
导致龙卷风出现的一种情况是，地面上的水吸热变成水蒸气上升到温度较低的天空蒸汽层上层后，水蒸气体积缩小比重增大，继而下降。由于蒸汽层下面温度高，下降过程中吸热，再度上升，遇冷后再下降。在如此反复的过程中，气体分子团逐渐缩小，最后集中在蒸汽层底层并在此形成低温区。水蒸气向低温区集中，形成云。云团逐渐变大，云内部上下云团上下温差越来越小，水蒸气分子升降幅度越来越大，云内部上下对流越来越激烈，而云下气体分子也不断补充空间，导致大风的出现。由于与在垂直方向上速度和水平方向均有切变的风相互作用，上升气流开始旋转，形成气旋。气旋不断增强并向地面延伸，出现云柱。当云柱到达地面高度时，地面风速急剧上升，龙卷风形成。

## 分类
龙卷风的分类包括但不限于：

### 真正的龙卷风

#### 多漩涡龙卷风
多漩涡龙卷风（或稱多胞龍捲风）指带有两股以上围绕同一个中心旋转的漩涡的龙卷风。多漩涡结构经常出现在剧烈的龙卷风上，并且这些小漩涡在主龙卷风经过的地区上往往会造成更大的破坏。

#### 水龙卷
水龙卷（或称海龙卷）可以简单定义为水上龙卷风，但通常意思是指在水上的非超级单体龙卷风。它偶尔发生于温暖水面的上空，上端与雷雨云相接，下端直接延伸到水面，空气绕龙卷的轴快速旋转。受龙卷中心气压极度减小的吸引，水流被吸入涡旋的底部，并随即变为绕轴心向上的涡流。世界各地的海洋和湖泊等都可能出现水龙卷。在美国，水龙卷通常发生在美国东南部海岸，尤其在佛罗里达州南部和墨西哥湾。水龙卷虽在定义上是龙卷风的一種，不过破坏性要比最强大的大草原龙卷风小，但它们仍然是很危险的。水龙卷能吹翻小船，毁坏船只，当吹袭陆地时就有更大的破坏，并夺去生命。当水龙卷很可能产生或在海岸上已经看得见的时候，美国国家气象局将会发出警告，或当水龙卷会向陆地移动时发出龙卷风警告。

#### 陆龙卷
陆龙卷（英語：landspout，美国国家气象局称）用以描述一种和中尺度气旋没有关联的龙卷风。陆龙卷和水龙卷有一些相同的特点，例如强度相对较弱、持续时间短、冷凝形成的漏斗云较小且经常不接触地面等。虽然强度相对较弱，但陆龙卷依然会带来强风和严重破坏。

### 类似龙卷的现象

#### 阵风卷
阵风卷（英語：gustnado）是一种和阵风锋与下击暴流有关的小型垂直方向旋转的气流。由于它们严格来说和云没有关联，所以就它们是否属于龙卷风还存有争议。当从雷暴中溢出的快速移动干冷气流流经溢出边缘的静止暖湿气流时，会造成一种旋转的效果（可用“滚轴云”解释），若低层的风切变够强，这种旋转就会水平（或倾斜）进行，并影响到地面，最终的结果就是阵风卷。阵风卷的旋转方向不固定，可顺时针亦可逆时针。

#### 塵捲

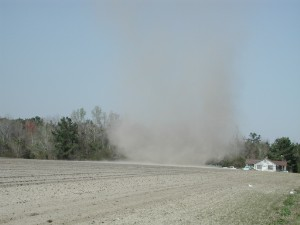
美国南卡罗来纳州约翰逊的尘卷

塵捲也是一种柱状的垂直旋转气流，因此和龙卷风很像。然而，它们生成在晴朗的天气下，并且绝大多数情况下比最弱的龙卷风还要弱。气温较高时，如果地面因高温形成很强的上升气流，并且此时有足够的低层风切变，上升的热气流就可能做小范围的气旋运动，此时塵捲便会形成。塵捲之所以不属于龙卷风是因为它们在晴朗的天气条件下形成而且和云没有什么联系。不过，它们偶尔也能引起大的破坏，尤其在干燥地区。

#### 火龍捲
又稱為火焰龍捲風，是當空氣中的亂流因為高熱及風向造成的湍流結合而形成，在旋風內有火焰。當這些渦旋繼續收緊至類似龍捲風的結構時，可以吸入燃燒中的雜物及可燃氣體，從而使旋風點起火焰。
一般的火龍捲約莫0.30－0.91公尺寬、15－30公尺高。在適當條件下可以形成大型的火龍捲，達十多公尺寬，超過300公尺高。火龍捲多发生在灌木林火，持续的时间通常只有几分鐘，但如果风力强劲，則能持续更长的时间。

#### 汽卷風
蒸氣昇華的過程中受到渦旋氣流的擾亂所形成，特點是規模小，持續時間短。

## 特点

### 形态
大多数龙卷风呈狭长的漏斗状，几十至几百米宽，能卷起尘土碎片。不过，龙卷风也有多种形态。

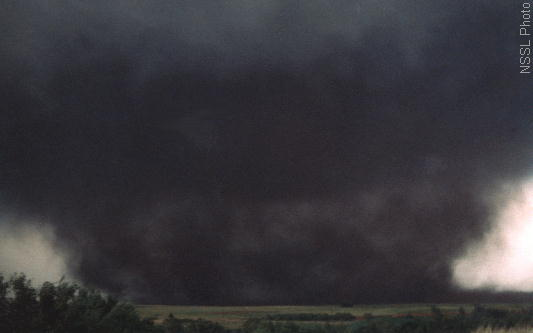
接近1英里宽的“楔状龙卷”，它袭击了美国俄克拉何马州宾格镇（Binger）。

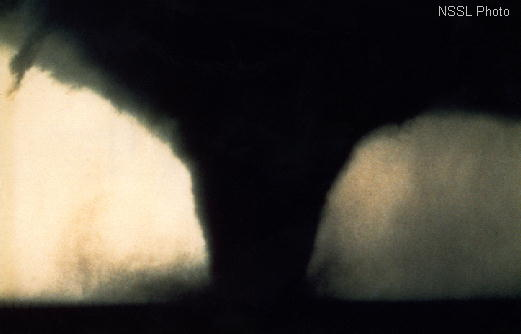
美国德克萨斯州的龙卷风

相对较小和较弱的陆龙卷看起来只是像一小片地上卷起来的尘土。虽然漏斗云可能不会延伸到地面，但只要地面上相关联的风拥有超过64千米每小时的风速，旋转的气流即可以被认为是一股龙卷风。巨型单漩涡龙卷风看起来像一个巨大的楔子插进地裏，因而被称作“楔状龙卷”（wedge tornado、wedge）。这类龙卷风的漏斗云很宽，就像一大块乌云，直径比云层底部到地面的距离还长。即使是有经验的风暴观测者也无法在远处区分低垂的云团和楔状龙卷风。大型龙卷风多为楔状龙卷但也不全是。
多漩涡龙卷风可以呈现成一组旋风围绕一个同一个中心旋转，也可以完全被凝结水气、尘土和碎片等掩盖，呈单一漏斗状。
在衰亡阶段，龙卷风就像细长的管子或绳子，且常常弯曲扭转得奇形怪状。
除了这些形态外，龙卷风还可能完全被雨或塵土掩盖。这样的龙卷风特别危险，因为即使是经验丰富的气象学家也可能无法发现它们。

### 大小
在美国，龙卷风的直径平均有150米。不过，龙卷风大小的变化幅度很大。势力弱或势力虽强但接近尾声的龙卷风可能会非常细长，有时仅几英尺宽。另一方面，楔状的巨型龙卷的直经可以有1.6千米宽。

### 外观
龙卷风的颜色多样，取决于它们所处的环境。干燥环境下生成的龙卷风几乎是透明的，只是在旋风底部能看到旋转的尘土和碎片。几乎或完全不卷起碎片的漏斗云是灰白色的。当经过水体变成水龙卷时，它们会变得非常白甚至呈蓝色。移动缓慢的龙卷风由于卷起大量残骸和泥土，颜色通常较深，并带有被卷起物的颜色。例如，位于美国中央大平原上的龙卷风由于红色土壤的缘故会变红。

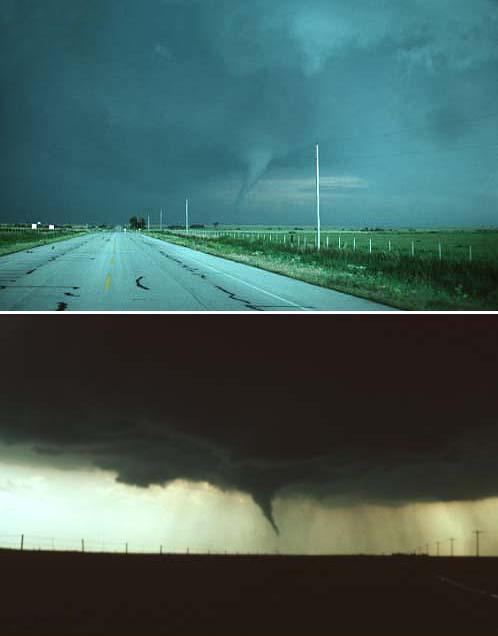
1976年5月30日俄克拉何马州沃里卡（Waurika）市龙卷风的两张照片。两张照片由两位摄影师几乎在同一时间拍摄。上面一张里，龙卷风顺光，因而漏斗云几乎呈白色；下面一张裏，照相机朝向相反方向，龙卷风逆光，阳光被云层遮挡，漏斗云看起来非常暗。

光照条件对龙卷风的外观也有大的影响。同一个龙卷风，逆光（即太阳光从龙卷风背后射下来）时会显得非常暗，顺光（即太阳光从观察者背后射下来）时则会显得比较灰或者非常的白。日落时的龙卷风可以有很多种颜色，如黄、橙和粉红。
雷暴的狂风吹起来的尘埃、暴雨和强冰雹以及夜色都是减少龙卷风可见度的因素。在这种情形下产生的龙卷风尤其危险，因为此时即将被龙卷风袭击的区域的人们只能靠气象雷达观测或者龙卷风前进时发出的声音才能知晓龙卷风的到来。幸运的是，大多数大的龙卷风都发生在风暴的无雨区，而且大多数龙卷风发生在黄昏时间，这样即使云层很厚太阳光也可以穿过。此外，夜间发生的龙卷风也常常会被频繁的闪电照亮。
包括车载多普勒移动雷达图像和目击者报告在内的越来越多的证据表明，龙卷风中心和台风等热带气旋的中心一样，都比较晴朗、平静且气压极低。这一区域晴朗（也可能充满尘埃），风力相对柔和，由于阳光多被漏斗云阻挡，也十分黑暗。有些目击者称，闪电照亮了龙卷风，才使他们得以看到龙卷风的内部。

### 旋转方式
龙卷风的旋转方向一般同气旋，即北半球逆时针南半球顺时针。规模大的风暴受科里奥利力的影响，总是做气旋式的旋转，而雷暴和龙卷风由于规模较小因而受科里奥利力的直接影响也较少。但即使忽略科里奥利力的影响，在计算机数值模拟中超级单体和龙卷风仍做气旋式的旋转。
约有1%的龙卷风以反气旋方式旋转。一般而言，只有陆龙卷和阵风卷属于这一类型。

## 分级与侦测
龙卷风的强度等级由藤田級數（或称“藤田皮尔森龙卷等级”）和改良藤田級數划分，可由高解析度多普勒雷达的数据或摄影测量法得到。需要注意的是，龙卷风的强度并不能描述任何大小和宽度的龙卷风。

龙卷风的破坏力由小到大，可按藤田級數划分为F0至F5级，也可按改进型藤田级数划分为EF0到EF5级6个等级。EF0级的龙卷风可能只会损伤树木，对较为结实的建筑没有影响，但EF5级的龙卷风就可能把建筑物吹得只剩下地基，甚至让高大的摩天大楼扭曲起来。

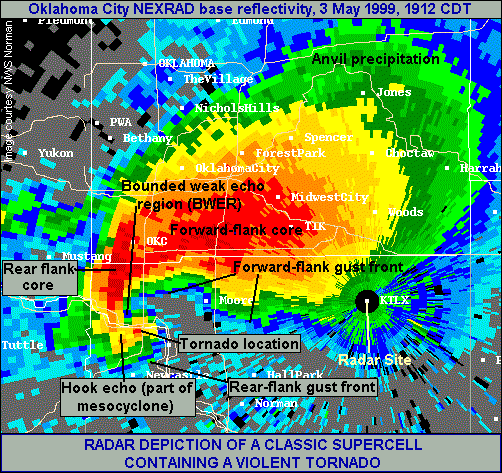
天气预报雷达上的钩状回波图像

此外，相类似的TORRO分级法将龙卷风分为T0至T11共12个等级，T0级表示极其弱的龙卷风，T11级代表已知的最强的龙卷风。
在天气预报雷达屏幕上，出现龙卷风的区域会呈现一个“钩状回波”图像。当这些恶劣的天气出现或即将来临的时候，一连串“追风族”常常保持警惕地寻找龙卷风并通知当地的气象机构，他们喜爱追踪雷暴和龙卷风以探究它们的真实情况和科学解释。“追风族”们做了许多尝试将探针扔到龙卷风中，以便分析其内部构造，但自1990年以来，只有5根针成功地扔了进去。美国国家气象局也有一项名为Skywarn的计划，这项计划负责培训风暴观察员以观察可能带来强冰雹、狂风和龙卷风的风暴。风暴观测员包括郡行政司法长官、州警官、消防队员、救护车司机、追风族以及其他一些个体。风暴来临时，国家气象局会要求这些观察员寻觅这些风暴并立即汇报出现的龙卷风，以便气象局及时发布警报。

## 龙卷风造成的破坏

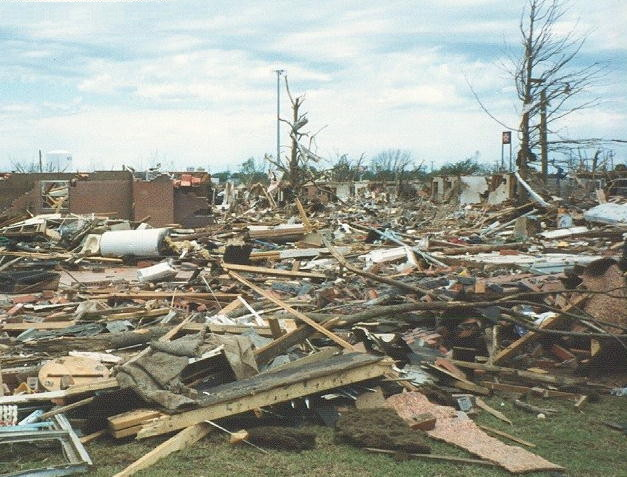
一场F4级龙卷风造成的破坏

龙卷风每年能在经济上造成数百万美元的损失，并會导致失业和死伤，危害不容小觑。在孟加拉国，由于人口密度高，房屋品質差以及缺乏龙卷风安全知识，故每年约有179人死于龙卷风。加拿大平均每年出现的龙卷风有80个，造成2人丧生，20人受伤以及数千万美元的损失。2000年7月4日在加拿大袭击了阿尔伯塔省松叶湖的一起“杀人龙卷风”就曾导致11人死亡。
英国是欧洲发生龙卷风最頻繁的地区。若计入相关土地的面积，英国和荷兰是世界上单位面积发生龙卷风次数最多的国家，其中荷兰平均每平方公里土地每年可遭受0.00048次龙卷风袭击。新西兰和乌拉圭的一部分也有小型强烈龙卷风活动。美国是世界上遭受龙卷风侵襲次数最多的国家，平均每年遭受100,000个雷暴、1200个龙卷风的袭击，有50人因此死亡。在美国中西部和南部的广阔区域又以“龙卷风道”最为著名。有记录以来美国最致命的龙卷风是发生于1925年3月18日，越过了密苏里州东南部、伊利诺伊州南部和印地安那州北部的三州大龍捲風，导致695人死亡。
在一天裡若有超过6个龙卷风产生便可称出现了“龙卷风爆发”。1974年4月3日，有史记录以来第二大的龙卷风爆发产生了148个龙卷风，包括7个F5级和23个F4级的龙卷风，绰号“超级爆发”（Super Outbreak）。另一场类似强烈程度的暴风爆发是“棕枝主日龍捲風爆發”，它于1965年4月11日袭击了美国中西部，造成271人死亡。另外2011年4月25日至28日四天內也出现类似上述规模的龙卷风爆发（April 25–28, 2011 tornado outbreak），经确认的龙卷风达358个，並造成349人死亡（光是这四天阿拉巴馬州就有238人死亡）。在27日就出现208个龙卷风，包括4个EF5级（其中有两个是在密西西比州至阿拉巴馬州之间发生的）和11个EF4级龙卷风，堪称1974年“超级爆发”后最为慘重的龙卷风灾害且有过之而無不及。在这个4月就已创下历年单日及单月产生最多龙卷风的记录，因此美国也称此次龙卷风爆发为“2011超级爆发”或“超级爆发Ⅱ”。
2022年1月30日，马来西亚霹雳州怡保发生首部罕见龙卷风掀起住家屋顶，虽然几间住家已失去了屋顶，而且在这起风灾（龙卷风）也有很多车遭遇损坏，所幸暂时没有听到任何人命伤亡。

## 安全防护
根据加拿大环境部门的数据，直接被龙卷风吹翻致死的概率为1200万分之1 ，而实际可能性更低，因為好發龍捲風的地區多數正好也是發達國家，準備相對充足。尽管如此，针对龙卷风的安全防护工作依然不能松懈。
在有的国家，每年当龙卷风季节开始时，位于龙卷风频发区的学校和媒体会向公众宣传龙卷风的危险性，并教育他们如何提高龙卷风出现时的逃生机率。在龙卷风高发的美国，市民时常被建议购买NOAA天气收音机。它们相當便宜，仅需花费20美元，就可以收到美國國家氣象局发出的危险天气警报。警报同时在收音机和电视中播出，大多数社团有民间防御警报，在认为龙卷风即将到达之前会启动。
在发布龙卷风警报后，所有市民被通知前往避难区。在大多数建筑物中，如果有可能，应该到中央的无窗户的房间或低于地面的走廊躲避。如果龙卷风袭击了建筑物，可导致碎片的大量落下，因此，对藏在室内的人来说，应该蹲在结实门口的梁下，或躲在结实的家具下。不过，龙卷风到来时可使如移动房屋之类的轻建筑遭重创。在这种房屋居住的居民会在龙卷风来临前被通知撤离家园，寻找更坚固的避难所，不管他们前往的是指定的避难所还是附近朋友的家。在某些地区，避风地窖也是人们的避难所。
需要切记的是，无论在何种情况下，当龙卷风来袭时，车辆的处境是极其危险的。如果龙卷风可见且距离遥远，并且当前交通顺畅，则可以将车驾离龙卷风的路径，方法是沿与龙卷风路径直线成直角的方位移动。否则，应尽量快速且安全地将车辆停泊于交通线之外（因为即便是事后从泥土里找出车来，也较将它留在路上引起事故更好），并且寻找坚固的建筑物或壕沟作为掩体，不应在龙卷风接近时留在车内，除非已經沒有掩體保護人免於碎片的侵襲。在龙卷风造成的极强风力下，任何车辆都非常容易被卷起并抛掷。
一些人在风暴中选择在大型架空道路下避难，但那些地方并非是最佳避难场所。位于俄克拉何马州諾曼的美国国家气象局曾经做过一份报告讨论在1999年5月3日发生的俄克拉何马
州龙卷风袭击事件中，陆桥作为掩护体的用途。俄克拉何马
市当时有三條架空道路处于龙卷风路线上的，而每处桥下至少有一人死于龙卷风。陆桥的建筑形式多种多样，并且其中许多在强大风力与飞舞的碎块面前，并不会提供任何有力的保障。此外，由于人们在桥下或桥旁边随意停放车辆而引起的堵塞，很可能妨碍其他车辆的行进，从而间接剥夺后来者安全逃生的机会。